# Gmina Krokowa
Die Gmina Krokowa ist eine Landgemeinde im Powiat Pucki (Putziger Kreis) der polnischen Woiwodschaft Pommern. Sie hat heute etwa 10.400 Einwohner. Ihr Sitz ist das Dorf Krokowa (deutsch Krockow, kaschubisch Krokòwò).

## Geographische Lage
Die Gemeinde liegt in Kaschubien, etwa 20 Kilometer westlich der Halbinsel Hel (Hela), 35 Kilometer östlich der Stadt Łeba (Leba), an der Ostsee.
|                                 | Ostsee                                      |                                        |
| Choczewo (Chòczewò; Chottschow) | Kompassrose, die auf Nachbargemeinden zeigt | Władysławowo (Wiôlgô Wies; Großendorf) |
| Gniewino (Gniéwino; Gnewin)     | Wejherowo (Wejrowò: Neustadt i. Wpr.)       | Puck (Pùck; Putzig)                    |

## Geschichte
Im Rahmen der ersten polnischen Teilung kam das östliche Gebiet der heutigen Gmina 1772 zum Staat Preußen und lag seit 1773 in der neu geschaffenen Provinz Westpreußen. Der Unterlauf der Piaśnica (Piasnitz) bildete die Grenze zwischen den preußischen Provinzen Pommern und Westpreußen. Mit der Bildung des Polnischen Korridors kam der östliche Teil des heutigen Gemeindegebietes 1920 unter polnische Hoheit. Nach dem Überfall auf Polen wurden dort die Massaker von Piaśnica verübt. Am 15. Mai 1945 wurde Westpreußen von der Sowjetunion der Volksrepublik Polen zur Verwaltung überlassen. Soweit die deutschen Einwohner nicht geflohen waren, wurden sie in der darauf folgenden Zeit größtenteils aus den Orten vertrieben.

### Partnerschaften
- Die Gmina Krokowa ist Partnergemeinde von Schweich.

## Gliederung
Die Gmina Krokowa besteht aus folgenden Ortschaften (Orte, deren deutscher Ortsname mit einem * versehen ist, gehörten durchgängig bis 1945 zum Deutschen Reich, die anderen 1920–1939 zu Polen):
| Polnischer Name            | Kaschubischer Name | Deutscher Name (bis 1920 und 1939–1945)                                 |
| -------------------------- | ------------------ | ----------------------------------------------------------------------- |
| Białogóra                  | Biôłogóra          | Wittenberg*                                                             |
| Brzyno                     | Brzënié            | Reckendorf*                                                             |
| Dąbrowa                    | Dãbrowa            | Dombrowa 1942–1945 Kahlfeld                                             |
| Dębki                      | Dembeki            | Dembeck                                                                 |
| Glinki                     | Glënki             | Glinke                                                                  |
| Górczyn                    | Górczënò           | Wittenberger Mühle*                                                     |
| Goszczyno                  | Gòszczëno          | Goschin 1942–1945 Kaiserhof                                             |
| Jeldzino                   | Jéldzëno           | Gelsin 1942–1945 Gelsen                                                 |
| Karlikowo                  | Kôrlëkòwò          | Karlekau 1942–1945 Karlseck                                             |
| Kartoszyno                 | Kôrtoszëno         | Kartoschin 1942–1945 Bergwiesen                                         |
| Karwieńskie Błoto Drugie   | Karwańsczé Błoto   | Karwenbruch                                                             |
| Karwieńskie Błoto Pierwsze | Karwańsczé Błoto   | Karwenhof                                                               |
| Kłanino                    | Kłanino            | Klanin                                                                  |
| Krokowa                    | Krokòwa            | Krockow                                                                 |
| Łętowice                   | Łentojce           | Lankewitz                                                               |
| Lisewo                     | Lëséwò             | Lissau                                                                  |
| Lubkowo                    | Lëbkòwò            | Lübkau                                                                  |
| Lubocino                   | Lëbòcëno           | Luboczyn 1908–1942 Lubezin 1942–1945 Laubheim                           |
| Minkowice                  | Minkòjce           | Menkewitz 1942–1945 Mönke                                               |
| Odargowo                   | Òdargòwò           | Odargau 1942–1945 Waterkau                                              |
| Parszczyce                 | Parszczëce         | Parschütz                                                               |
| Parszkowo                  | Parszkòwò          | Parschkau                                                               |
| (Piaśnica)                 | Piôsznica          | Piasnitz*                                                               |
| Połchówko                  | Pôłchòwkò          | Buchenrode                                                              |
| Porąb                      | Pòrãb              | Mielkenhof                                                              |
| Prusewo                    | Prëséwò            | Prüssau*                                                                |
| Sławoszynko                | Sławòszënko        | Klein Slawoschin 1940–1942 Klein Wittenbrock 1942–1945 Kleinwittenbrook |
| Sławoszyno                 | Sławòszënò         | Slawoschin 1940–1942 Wittenbrock 1942–1945 Wittenbrook                  |
| Słuchowo                   | Sëchòwë            | Schlochow*                                                              |
| Sobieńczyce                | Sëbiéńczëce        | Sobiensitz 1942–1945 Nonnendorf                                         |
| Sobieńczyce-Myśliwka       |                    | Jägerhof                                                                |
| Sulicice                   | Sëlëcëce           | Sulitz                                                                  |
| Świecino                   | Swiécëno           | Schwetzin 1942–1945 Raueneck                                            |
| Szary Dwór                 | Szarë Dwòr         | Koslinke-Neuhof                                                         |
| Trzy Młyny                 | Trzë Młënë         | Robaczkauer Mühle 1942–1945 Robbatzkauermühle                           |
| Tyłowo                     | Tëłowò             | Tillau                                                                  |
| Wierzchucino               | Wierzchùcëno       | Wierschutzin*                                                           |
| Żarnowiec                  | Żarnówc            | Zarnowitz                                                               |
| Zielony Dół                | Parcelé            | Grünthal                                                                |

Anmerkung: Der Ort Piaśnica existiert heute nicht mehr.

## Verkehr
Durch die Gemeinde führt die Woiwodschaftsstraße (droga wojewódzka) 213, und die Woiwodschaftsstraße 218 beginnt hier. Der internationale Lech-Wałęsa-Flughafen Danzig liegt etwa fünfzig Kilometer südlich von Krokowa. Die Bahnstrecke Swarzewo–Krokowa mit den Bahnhöfen Kłanino, Sławoszyno und Krokowa im Gemeindegebiet existiert nicht mehr.